# Eudendrium currumbense
Eudendrium currumbense is een hydroïdpoliep uit de familie Eudendriidae. De poliep komt uit het geslacht Eudendrium. Eudendrium currumbense werd in 1985 voor het eerst wetenschappelijk beschreven door Watson. 